# Liste du patrimoine immobilier classé de Sainte-Ode
Cette page regroupe l'ensemble du patrimoine immobilier classé de la commune belge de Sainte-Ode.
| Objet                                      | Année de construction / Architecte | Adresse       | Section communale | Coordonnées                      | Numéro d’inventaire | Illustration              |
| ------------------------------------------ | ---------------------------------- | ------------- | ----------------- | -------------------------------- | ------------------- | ------------------------- |
| Frêne de Magerotte (Fraxinus excelsior L.) |                                    | Magerotte, 10 | Tillet            | 49° 58′ 35″ nord, 5° 34′ 28″ est | 82038-CLT-0001-01   | Image manquanteTéléverser |